# Zavidince
Zavidince (em cirílico: Завидинце) é uma vila da Sérvia localizada no município de Babušnica, pertencente ao distrito de Pirot, na região de Lužnica. A sua população era de 359 habitantes segundo o censo de 2011.

## Demografia
| 1948 | 1953 | 1961 | 1971 | 1981 | 1991 | 2002 | 2011 |
| ---- | ---- | ---- | ---- | ---- | ---- | ---- | ---- |
| 1369 | 1419 | 1335 | 1119 | 926  | 714  | 503  | 359  |